# Habsburg Mária Erzsébet főhercegnő
Habsburg Mária Erzsébet főhercegnő (németül Maria Elisabeth von Österreich), (Bécs, 1680. december 13. – Morlanwelz, Hainaut, 1741. augusztus 26.) osztrák főhercegnő, magyar és cseh királyi hercegnő, 1724–1741 között az Osztrák Németalföld császári helytartója.

## Élete

### Származása, testvérei
I. Lipót német-római császár, magyar király és harmadik felesége, Pfalz–Neuburgi Eleonóra császárné harmadik gyermekeként született. Két bátyja, a későbbi I. József és VI. Károly német-római császárok, és két húga, Mária Anna főhercegnő és Mária Magdolna főhercegnő érte meg a felnőttkort. Apja első házasságából volt még egy nővére is, Mária Antónia főhercegnő, aki 1685-ben II. Miksa Emánuel bajor választófejedelem felesége lett.

### Osztrák-Németalföld helytartója
A hajadon főhercegnő 1725-ben bátyja, VI. Károly német-római császár (III. Károly néven magyar király) megbízásából az Osztrák-Németalföld császári helytartója lett, Savoyai Jenő herceg utódjaként. Brüsszeli udvartartását fényűző pompával rendezte be, s élénken támogatta a város zenei életét. Alattvalói körében nagy népszerűségre tett szert, főként mivel politikájában nem mindig értett egyet a bécsi udvar politikájával.

### Halála
1741. augusztus 26-án, 61 éves korában halt meg a Hainaut tartománybeli morlanwelzi Moriemont-kastélyban, holttestét előbb Brüsszelben temették el, majd Mária Terézia császárné utasítására 1749-ben átszállították Bécsbe, ahol a Habsburgok hagyományos temetkezőhelyén, a bécsi kapucinusok templomának kriptájában (Kapuzinergruft) helyezték el apja, I. Lipót és unokahúga, Mária Anna főhercegnő mellett.
| Előző uralkodó: Friedrich August von Harrach-Rohrau | Osztrák-Németalföld főkormányzója 1725–1741 Habsburg-ház | Következő uralkodó: Wirich Philipp von und zu Daun |